# NGC 3617
NGC 3617 је елиптична галаксија у сазвежђу Хидра која се налази на NGC листи објеката дубоког неба.
Деклинација објекта је - 26° 8' 2" а ректасцензија 11h 17m 50,8s. Привидна величина (магнитуда) објекта NGC 3617 износи 12,6 а фотографска магнитуда 13,6. NGC 3617 је још познат и под ознакама ESO 503-12, MCG -4-27-8, UGCA 231, AM 1115-255, PGC 34513.